# Звиковец
Звиковец (чеш. Zvíkovec) је насељено мјесто са административним статусом варошице (чеш. městys) у округу Рокицани, у Плзењском крају, Чешка Република.

## Становништво
Према подацима о броју становника из 2014. године насеље је имало 181 становника.